# Adriaan Blaauw
Adriaan Blaauw, nizozemski astronom, * 12. april 1914, Amsterdam, Nizozemska, † 1. december 2010, Groningen, Nizozemska.

## Življenje in delo
Blaauw je študiral na Univerzah v Leidnu in Groningenu.
Skupaj z Williamom Morganom je na Observatoriju Yerkes raziskoval gibanje mladih zvezd v bližini Orionove meglice (M42). V ozvezdju Voznika sta odkrila zvezdo AE (spektralni razred O), ki se giblje z veliko hitrostjo približno 130 km/s stran od meglice.
Med drugim je raziskoval nastanek zvezd, gibanje zvezdnih kopic in zvezdnih asociacij in velikosti razdalj. Njegov najpomembnejši dosežek je razlaga porekla zvezd, ki se v naši Galaksiji gibljejo z veliko hitrostjo ter opis nastanka zvezd v asociacijah.
Leta 1957 je postal predstojnik Kapteynovega astronomskega inštituta Univerze v Groningenu.
Blaauw je sodeloval pri ustanavljanju Evropskega južnega observatorija (ESO), ter bil njegov glavni predstojnik med letoma 1970 in 1975. Do svoje upokojitve leta 1981 je delal v Leidnu. Bil je tudi predsednik Mednarodne astronomske zveze (IAU). Predsedoval je odboru za podeljevanje prednostnih znanstvenih nalog za program opazovanj astrometričnega satelita Hipparcos.

## Dela
- Galactic Structure (1965, z Maartenom Schmidtom)

## Priznanja

### Nagrade
Leta 1989 je za svoje življenjsko znanstveno delo na področju astronomije prejel medaljo Bruceove.

### Poimenovanja
Po njem se imenuje asteroid zunanjega glavnega pasu 2145 Blaauw in Blaauwov observatorij Univerze v Groningenu.